# مغزلية المشكلة للقنيدات
مغزلية المشكلة للقنيدات (الاسم العلمي: Fusobacterium gonidiaformans) هي نوع من البكتيريا يتبع جنس المغزلية من الفصيلة المغزلية.